# Paisaje con Apolo custodiando los rebaños de Admeto y Mercurio robándoselos
Paisaje con Apolo custodiando los rebaños de Admeto y Mercurio robándoselos, también conocido simplemente como Paisaje con Apolo y Mercurio, es un cuadro realizado por el pintor francés del Barroco Claudio de Lorena. Mide 74 cm de alto y 98 cm de ancho, y está pintado al óleo sobre lienzo. Data de 1654 y se encuentra en Holkham Hall (Norfolk), residencia de Thomas Coke, primer conde de Leicester, quien lo adquirió en 1750.

## Historia

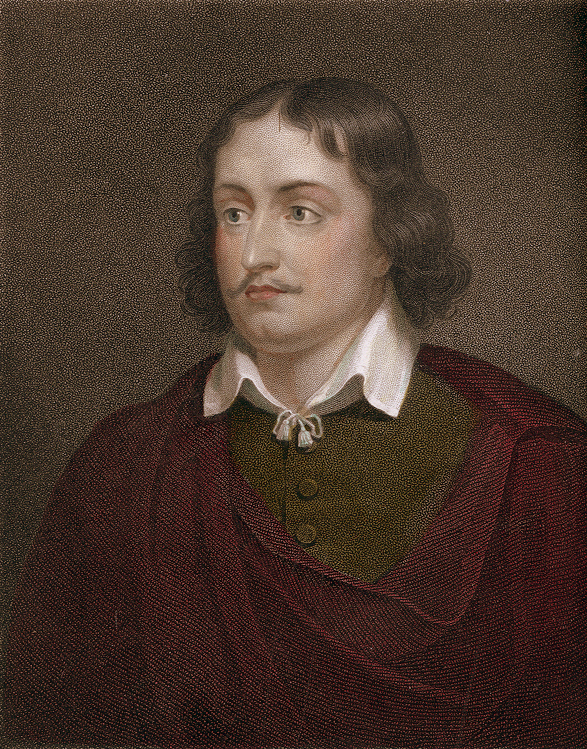
Claudio de Lorena

Claudio de Lorena fue un pintor francés establecido en Italia. Perteneciente al período del arte Barroco, se enmarca en la corriente denominada clasicismo, dentro del cual destacó en la pintura de paisaje. En su obra reflejó un nuevo concepto en la elaboración del paisaje basándose en referentes clásicos —el denominado «paisaje ideal»—, que evidencia una concepción ideal de la naturaleza y del propio mundo interior del artista. Esta forma de tratar el paisaje le otorga un carácter más elaborado e intelectual y se convierte en el principal objeto de la creación del artista, la plasmación de su concepción del mundo, el intérprete de su poesía, que es evocadora de un espacio ideal, perfecto.
Esta obra fue realizada para el caballero romano Francesco Alberini, según una inscripción en el Liber Veritatis, un cuaderno de dibujos donde Claudio dejaba constancia de todas sus obras para evitar las falsificaciones. Formaba pareja (pendant) con Marina con Baco y Ariadna (1656, Arnot Art Museum, Elmira, Nueva York).
El cuadro fue comprado en 1750 por Thomas Coke, primer conde de Leicester, quien lo depositó en su residencia de Holkham Hall (Norfolk), donde aún permanece. Este aristócrata, nombrado director general de Correos en 1733, fue un gran coleccionista de arte italiano —viajó por Italia entre 1712 y 1718 en lo que entonces se llamaba el grand tour—, y reunió una gran cantidad de obras de arte en su residencia del condado de Norfolk. Entre otras obras, compró en 1717 un manuscrito de Leonardo Da Vinci conocido como el Códice Leicester, que fue comprado por Bill Gates en 1994 por 19 millones de libras esterlinas. En Holkham Hall hay otras obras de Lorena, como Paisaje con pastores (1630-1635), Paisaje con Argos custodiando a Ío (1644), Paisaje con el suplicio de Marsias (1645), Paisaje con pastores (1646), Paisaje con Ester entrando en el palacio de Asuero (1659), Paisaje con Herminia y los pastores (1666), Marina con Perseo y el origen del coral (1673) y Paisaje con el descanso durante la huida a Egipto (1676).
El lienzo tiene trazas de una firma borrada y la inscripción Roma 1654. Figura en el Liber Veritatis con el número 135.

## Descripción

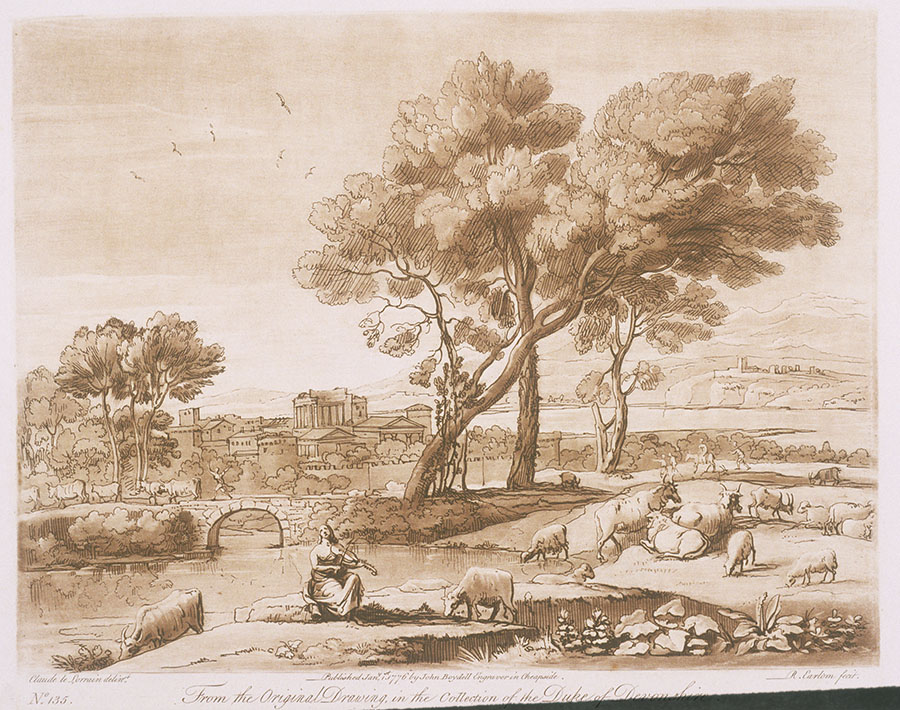
Dibujo 135 del Liber Veritatis de Claudio, correspondiente a este cuadro

Este paisaje pertenece al período de madurez del artista. A partir de 1650 deriva hacia un estilo más sereno, de corte más clásico, con una influencia más acusada de Domenichino. Adquiere un carácter más escenográfico, con una composición más compleja y elaborada, el paisaje se inspira cada vez más en la campiña romana y emplea tamaños más monumentales.
El tema representado es el robo de los rebaños de Apolo por parte de Mercurio. Según la mitología clásica, tras matar a los cíclopes Apolo fue obligado por Júpiter a convertirse en pastor, por lo que se convirtió en custodio de los rebaños del rey Admeto. Sin embargo, en un descuido de Apolo, Mercurio, mensajero de los dioses, se los robó. Apolo no recuperó su lugar entre los dioses hasta que Júpiter ordenó a Mercurio que se los devolviera. Claudio pintó varios cuadros con este tema, entre los que destaca Paisaje con Apolo custodiando los rebaños de Admeto y Mercurio robándoselos (1645, Galería Doria-Pamphili, Roma).
El paisaje domina la casi totalidad de la composición, una típica estampa de la campiña romana que solía representar Claudio en sus obras. El tema representado es un mero pretexto para situar figuras humanas en el paisaje plasmado por Lorena, que era su verdadero interés, algo usual en su producción pictórica. En primer término, en la parte inferior del cuadro, aparece Apolo tocando el violín, junto a varias reses esparcidas por el campo. Tras él hay un puente que cruza un arroyo, sobre el que se encuentra Mercurio conduciendo los rebaños que ha robado a Apolo. En el centro se yerguen unos altos y majestuosos árboles, tras los que se vislumbra una ciudad de arquitectura clásica. Más al fondo y a la derecha se ve un río tras el que se alzan unas montañas, con el cielo al fondo surcado de nubes.
Como anécdota cabe notar que a los pies de Apolo se encuentra una lira, un instrumento musical que inventó Mercurio para ofrecérselo a Apolo como prenda de paz tras robarle los rebaños. Sin embargo, su presencia en el momento en que Mercurio roba los rebaños es anacrónica y muestra el poco interés que para Claudio tenía la representación de personas y objetos, centrado siempre en el paisaje.
Algunos detalles de la composición son similares a otra obra de Claudio realizada ese mismo año, Paisaje con Jacob, Labán y sus hijas (Petworth House, Petworth, West Sussex).